# Villa Felicitas

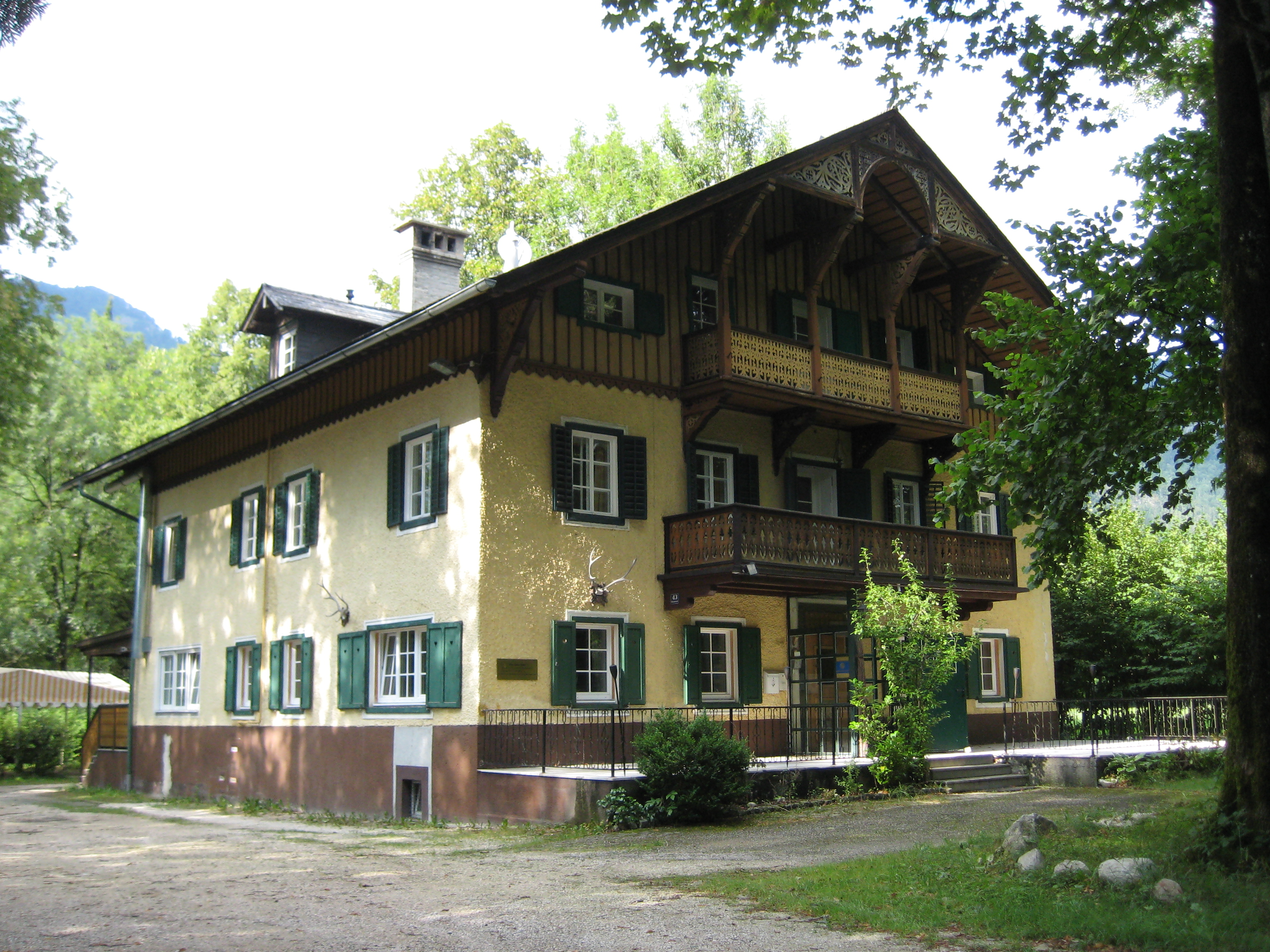
Die Villa Felicitas 2013

Die Villa Felicitas ist ein 1855 erbautes Landhaus in Bad Ischl mit der Adresse Steinbruch 43. Die Villa steht mit der Bezeichnung Villa Felicitas/Schratt-Villa unter Denkmalschutz.

## Geschichte
Das Gebäude wurde 1855 vom Ischler Kurarzt Eduard Mastalier als Gästehaus im alpinen Landhausstil auf einem großen Parkgrundstück an der Landstraße zum Wolfgangsee errichtet und „Villa Felicitas“ (= „Landhaus Glück“) genannt. Später ging es in das Eigentum der Familie Koch über, die in Bad Ischl das Hotel Post betrieb.

### Prominente Bewohner
Von 1889 bis zum Ersten Weltkrieg mietete die Burgschauspielerin Katharina Schratt, die ihre Sommer 1886 bis 1888 in der Villa Frauenstein am Wolfgangsee verbracht hatte, die Villa Felicitas, um die Monate Juli und August in der Nähe ihres Freundes, des Kaisers Franz Joseph I., zu verbringen. Dieser pflegte auch in Wien fast täglich seine Spaziergänge durch den Park von Schloss Schönbrunn in ihrer Begleitung zu machen, worauf er während seiner Sommeraufenthalte in der Kaiservilla Bad Ischl nicht verzichten wollte; daher kam er auch für ihre Kosten auf. In dem nun „Villa Schratt“ genannten Anwesen verbrachte der Kaiser, eigener Aussage zufolge, „die glücklichsten Stunden“. Im Zaun des Parks der Kaiservilla befand sich eine Tür, die Franz Joseph an den Tagen, an denen er nicht frühmorgens auf die Drückjagd ging, stets um 6.30 Uhr selbst auf- und abschloss, wenn er zum Frühstück zur „Villa Felicitas“ hinüberging; hierzu ließ er sich eigens einen hölzernen Steg zimmern. In ihren Memoiren „Im Glanz der Kaiserzeit“ beschreibt Fürstin Nora Fugger, die mit Frau Schratt und dem Kaiser verkehrte, diese Gepflogenheit:

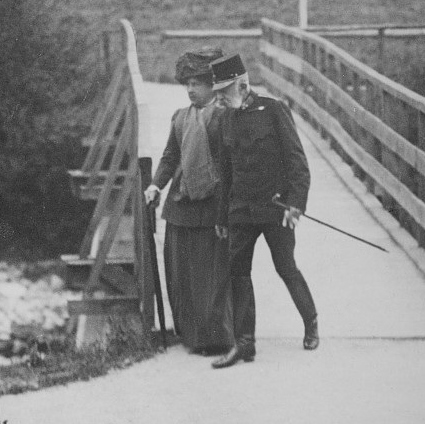
Kaiser Franz Joseph I. und Katharina Schratt am Ischl-Steg 1895

„Man konnte ihn täglich sehen, wie er in wenigen Minuten den Hügel hinabging, den Trenkelbach auf einem schmalen Steg überkreuzte und den Weg zu Gartentüre zurücklegte. Ich sah ihn öfters, als er nach dem Frühstück in Begleitung von Frau Schratt den gleichen Weg zurücklegte und mit ihr durch jene Türe im Zaun den Park der Kaiservilla betrat. In den Vormittagsstunden unternahmen der Kaiser und die Kaiserin mit Frau Schratt im Park der Villa oder in der Umgebung von Ischl oft Spaziergänge. Frau Schratt war gewiß in Ischl das einzige belebende Element. Die Hofsuiten haben mir oft die tödliche Langeweile geschildert, die in der Kaiservilla zu Ischl herrschte. Der Geistesflug der Kaiserin und ihre Traumgedanken fanden keinen Anklang. Der Kaiser sprach wenig, und da die Umgebung nur mit kurzen Sätzen zu antworten wagte, herrschte oft allgemeines Stillschweigen. In der „Villa Felicitas“ hingegen wurde ungezwungene Konversation geführt. Frau Schratt erzählte viel vom Theater und ihren Erlebnissen, es wurden auch allerlei aktuelle Dinge besprochen und so waren die Stunden, die der Kaiser und die Kaiserin mit dieser immer fröhlichen und anregenden Frau verbrachten, für sie eine Erholung. Immer mehr wurden sie für die Majestäten ein Bedürfnis.“

Weitere Gäste des Hauses in der Zeit waren der Schauspieler Alexander Girardi und der Komponist Johann Strauss (Sohn).
In den 1920er-Jahren entwickelte sich Bad Ischl, wo Franz Lehár bereits seit 1912 eine Villa besaß, weiter zu einem beliebten Treffpunkt für Künstler, Komponisten und Schriftsteller. Die vermögende Schauspielerin Mimi Kött kaufte nun die Villa Felicitas, um dort die Sommermonate zu verbringen. Sie machte das Haus zu einem Zentrum des gesellschaftlichen Lebens und behielt es auch nach Beendigung ihrer Bühnenkarriere bis zu ihrem Tod 1931.

### Zwangsverkauf 1938
1932 erwarb der Schriftsteller Fritz Löhner-Beda die Villa und schenkte sie seiner Frau Helene. Mit ihr und den beiden kleinen Töchtern Eva und Lieselotte lebte er dort im Sommer und arbeitete mit Komponisten wie Franz Lehár und Hugo Wiener an neuen Operettenprojekten. Nach dem Anschluss Österreichs und der Verhaftung Löhners im März 1938 wurde Helene Löhner von der Ortsgruppenleitung der NSDAP Bad Ischl und dem Ariseur Wilhelm Haenel ab Juli unter Drohungen zum Verkauf der amtlich mit 53.000 Reichsmark geschätzten Villa Felicitas an das Land Oberdonau gedrängt. In dem im November 1938 in Wien geschlossenen Kaufvertrag wurden als Kaufpreis nur 8.000 RM festgelegt. Das Geld kam auf ein Sperrmark-Konto und wurde niemals ausgezahlt. Bereits im Mai 1939 verkaufte das Land Oberdonau die Villa einschließlich Inventar für 52.300 Reichsmark an den Rechtsanwalt Ludwig P. aus Linz. Helene Löhner und ihre Töchter wurden am 31. August 1942 in die Vernichtungsstätte Maly Trostinec bei Minsk deportiert und dort unmittelbar nach ihrer Ankunft ermordet. Fritz Löhner-Beda wurde am 4. Dezember 1942 in Auschwitz-Monowitz erschlagen.

### Nach 1945
1948 wurde die Villa Felicitas der in die USA emigrierten Schwester Helene Löhners rückübertragen. Sie verkaufte die Villa an den Schauspieler und Kabarettisten Maxi Böhm. Er betrieb dort 15 Jahre lang eine „Pension der guten Laune“, in der auch Frühstück angeboten wurde.
1964 erwarb die Opernsängerin Linda Plech die Villa. Mit ihrem Mann Claus-Peter Corzilius modernisierte sie das Haus als Gästehaus mit Ferienwohnungen und Restaurant, richtete einen Seminar- und Konzertraum im Dachgeschoß ein und setzte so die Tradition des Hauses als Künstlertreffpunkt fort.